# Resolució 1898 del Consell de Seguretat de les Nacions Unides
La Resolució 1898 del Consell de Seguretat de les Nacions Unides fou adoptada el 14 de desembre de 2009. Després de reafirmar totes les resolucions sobre el conflicte de Xipre el Consell va prorrogar el mandat de la Força de les Nacions Unides pel Manteniment de la Pau a Xipre (UNFICYP) durant sis mesos fins al 15 de juny de 2010.
El Consell va insistir als líders grecoxipriotes i turcoxipriotes que posessin en marxa mesures de confiança i comprometent la zona d'amortiment, i als turcoxipriotes que restablissin l'estatut de Strovilia d'abans del 30 de juny de 2009. Alhora acull amb beneplàcit les negociacions entre ambdues parts encaminades a l'establiment d'un sol estat bicomunal i bicomunitari.
La resolució fou aprovada per 14 vots a favor i un en contra (Turquia), el representant de la qual va recordar al Consell que, des del 1963, no hi havia hagut un govern conjunt i constitucional que representés tot Xipre ja fos legalment o funcionalment, ja que la col·laboració se va trencar en 1963 quan els turcoxipriotes foren expulsats de les institucions. Que des d'aleshores ambdós pobles havien estat vivint per separat sota les seves pròpies administracions i que la resolució no va aconseguir el consentiment obert de les dues parts en l'extensió de la missió.